# Чубарых, Михаил Дмитриевич
Михаил Дмитриевич Чубарых (22 ноября 1925, хутор Старый Редкодуб, Воронежская губерния — 1944) — младший сержант Рабоче-крестьянской Красной Армии, участник Великой Отечественной войны, Герой Советского Союза (1943).

## Биография
Михаил Чубарых родился 22 ноября 1925 года на хуторе Старый Редкодуб (ныне — в составе Большовского сельского поселения, Красненский район Белгородской области). После окончания семи классов школы работал в колхозе. В 1943 году Чубарых был призван на службу в Рабоче-крестьянскую Красную Армию. С того же года — на фронтах Великой Отечественной войны, был пулемётчиком 569-го стрелкового полка 161-й стрелковой дивизии 40-й армии Воронежского фронта. Отличился во время битвы за Днепр.
23 сентября 1943 года Чубарых в составе передового отряда переправился через Днепр в районе села Зарубинцы Монастырищенского района Черкасской области Украинской ССР и принял активное участие в боях за захват и удержание плацдарма на его западном берегу, отразив все немецкие контратаки и продержавшись до переправы основных сил.
Указом Президиума Верховного Совета СССР от 23 октября 1943 года младший сержант Михаил Чубарых был удостоен высокого звания Героя Советского Союза с вручением ордена Ленина и медали «Золотая Звезда».
В июле 1944 года Чубарых пропал без вести.
Был также награждён медалью.
В честь Чубарых названа школа на его родине.